# Particle Image Velocimetry

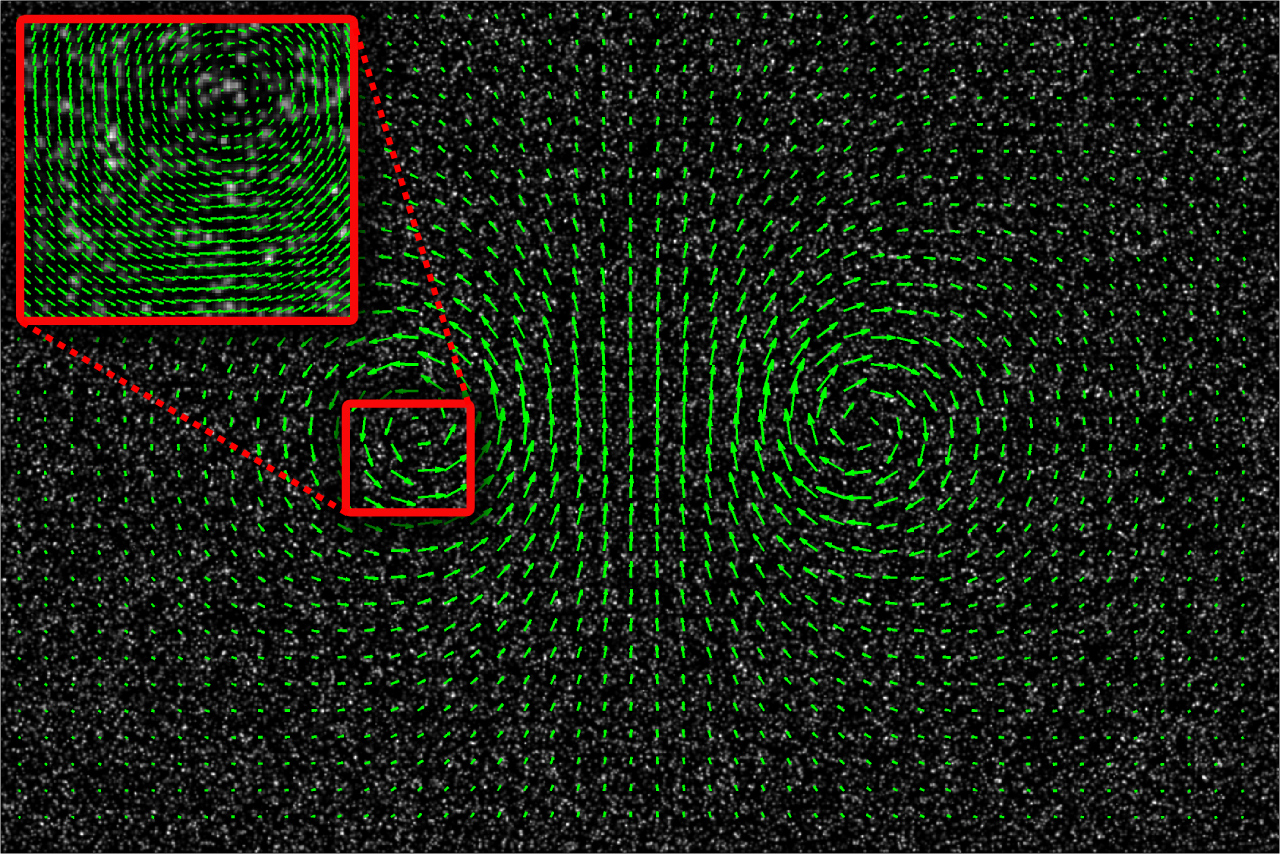
PIV-Analyse eines Wirbelpaares. Die Vergrößerung oben links zeigt den positiven Effekt moderner „Multipass window deformation“ Rechenverfahren.

Particle Image Velocimetry (PIV) ist ein berührungsloses optisches Verfahren zur Bestimmung von Geschwindigkeitsfeldern in der Strömungsmechanik. In kurzem zeitlichen Abstand werden Partikel im Fluid fotografiert. Aus den Partikelpositionen auf den Bildern kann die Bewegungsrichtung und -geschwindigkeit näherungsweise gemittelt werden.

## Geschichte
1977 entwickelten drei Forschungsgruppen unabhängig voneinander die ersten quantitativen Particle Image Velocimetry Messungen. Das Verfahren wurde zunächst teils als Laser Speckle Velocimetry eingeordnet, jedoch wurden bereits einzelne Partikel verfolgt. Zu Beginn wurden die Bilder auf Film aufgenommen und die Bewegung der Partikel händisch vermessen. Dies änderte sich ab 1983, als erstmals vorgeschlagen wurde, die Auswertung über eine Autokorrelation durchzuführen. Die damaligen Computer waren jedoch nicht leistungsfähig genug, um die 2D-Korrelation zu berechnen, weshalb weiter viel von Hand ausgewertet wurde. Eine wesentliche Verbesserung des Verfahrens erfolgte 1986 durch den Einsatz doppelt gepulster Laser. In den 1990er Jahren wurde der Film nach und nach durch digitale Bilderfassung abgelöst. Damit kamen auch sogenannte Interline Transfer Kameras auf, die über einen Zwischenspeicher zwei Fotos direkt nacheinander aufnehmen konnten. Gleichzeitig kamen auch 3D-Verfahren auf, welche mit zwei Kameras ein 3D-Vektorfeld erfassen konnten.

## Prinzip

Messaufbau

Einem zu untersuchenden Fluid werden kleinste Partikel zugesetzt. Bei Strömungsanalysen in Wasser werden meist mikroskopisch kleine, mit Luft gefüllte Glaskugeln verwendet. Ebenso geeignet sind Kunststoffpartikel aus Polyamid. In Gasen werden die Partikel beispielsweise aus herkömmlichem Speiseöl oder einem Testfluid wie DEHS mittels Druckluft erzeugt. Der Durchmesser der Partikel liegt zwischen 0,5 und 50 Mikrometer. Die Dichte der Partikel sollte ähnlich der Dichte des zu untersuchenden Fluids gewählt werden. Ein zu einer Ebene aufgeweiteter Laserstrahl beleuchtet in einer Ebene die Partikel pulsierend. Während eines Pulses werden in kurzem Abstand zwei Bilder geschossen. Meist werden hierzu zwei CCD-Chips einer Kamera verwendet. Der zeitliche Abstand der Auslöseverzögerung muss an die Hauptströmungsgeschwindigkeit angepasst werden. Je schneller die Strömung ist, umso kürzer muss der Abstand der Auslöseverzögerung gewählt werden. Die Partikel bewegen sich in der Zeit zwischen den beiden Bildern mit der lokalen Strömungsgeschwindigkeit. Das von den Partikeln reflektierte Licht der beiden Pulse wird mit einem Objektiv auf den CCD-Sensor einer Kamera abgebildet und anschließend digital weiterverarbeitet.

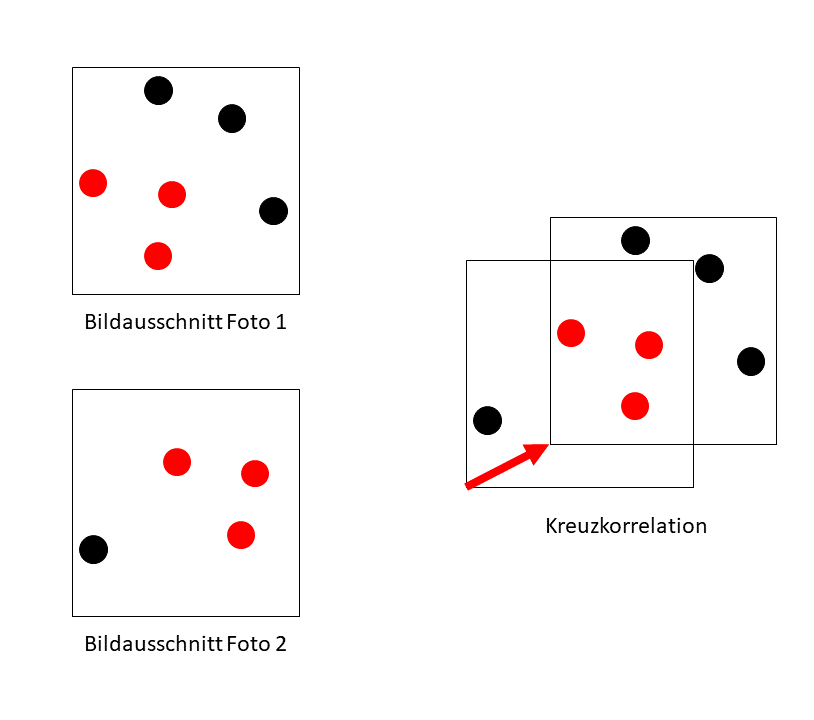
Die Kreuzkorrelation bestimmt den Verschiebungsvektor, mit dem die Überlagerung von zwei Bildern die höchste Übereinstimmung ergibt.

### Zweibildverfahren

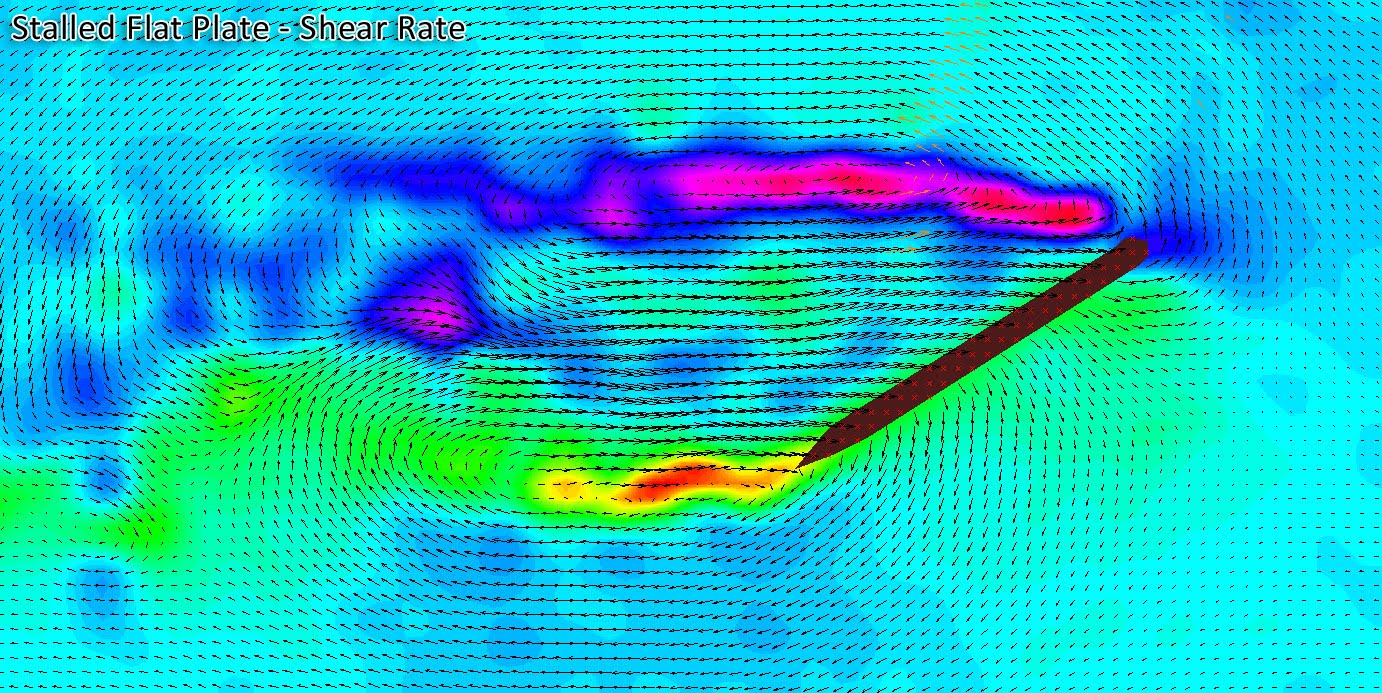
PIV-Analyse vom Strömungsabriss einer ebenen Platte

Für jeden Lichtpuls wird ein eigenes Bild der strömenden Partikel aufgenommen. Die Ermittlung der Geschwindigkeitskomponenten in der Bildebene gelingt durch die Berechnung der Kreuzkorrelationsfunktion zwischen benachbarten Bildbereichen in beiden Bildern. Mit den Methoden der Photogrammetrie kann die Kamera kalibriert werden, damit die Bewegung aus den Bildkoordinaten in räumliche Koordinaten umgerechnet werden kann.

### Einzelbildverfahren
Eine Variante des Verfahrens arbeitet mit einem einzelnen Bild für die Auswertung. Die Intensität des Beleuchtungspulses wird dabei während der Belichtung des Bildes variiert. Dadurch zeichnet jedes Teilchen durch seine Bewegung eine Spur im Bild, deren Helligkeit zwischen Anfang und Ende abnimmt. Der Spur kann somit eine Richtungs- und Geschwindigkeitsinformation zugeordnet werden. Die nachfolgende 3-D-Auswertung erfolgt genau wie beim Zweibildverfahren.

#### Zweifarbverfahren
Statt die Intensität des Beleuchtungspulses zu variieren, können auch zwei verschiedenfarbige Lichtimpulse verwendet werden. Es entsteht ein farbkodiertes Abbild. Per Farbfilter können aus dem Einzelbild zwei Bilder erstellt werden, die jeweils den Zeitpunkt einer farbigen Belichtung abbilden. Anschließend erfolgt die Auswertung wie beim Zweibildverfahren. Vorteil dieses Verfahrens ist, dass kostengünstigere Kameras eingesetzt werden können.

## Einschränkungen
Für die Particle Image Velocimetry wird ein guter optischer Zugang zur Messstrecke benötigt, was nicht immer gut möglich ist. Der Messbereich wird durch die Leistungsfähigkeit des Lasers beschränkt. Das Verfahren ist sehr aufwendig. Der Messbereich ist durch die minimale und maximale detektierbare Verschiebung von Teilchen begrenzt. Teils ist es nicht möglich, sehr langsame und schnelle lokale Strömungszustände in einer Abbildung darzustellen. Aufwendigere Verfahren umgehen dieses Problem mit Mehrfachbelichtungen unterschiedlicher Dauer.